# La Pobla de Cérvoles
La Pobla de Cérvoles là một đô thị trong tỉnh Lleida, cộng đồng tự trị Catalonia Tây Ban Nha. Đô thị La Pobla de Cérvoles có diện tích là 61,9 [2[ki-lô-mét vuông]], dân số năm 2009 là 240 người với mật độ 3,88 người/km². Đô thị La Pobla de Cérvoles có cự ly km so với tỉnh lỵ Lleida.